# North Beach (Maryland)
North Beach és una població dels Estats Units a l'estat de Maryland. Segons el cens del 2000 tenia 1.880 habitants.

## Demografia
Segons el cens del 2000, North Beach tenia 1.880 habitants, 802 habitatges, i 466 famílies. La densitat de població era de 2.073,9 habitants per km².
Dels 802 habitatges en un 32,8% hi vivien nens de menys de 18 anys, en un 37,9% hi vivien parelles casades, en un 15,1% dones solteres, i en un 41,8% no eren unitats familiars. En el 34,4% dels habitatges hi vivien persones soles el 8,5% de les quals corresponia a persones de 65 anys o més que vivien soles. El nombre mitjà de persones vivint en cada habitatge era de 2,34 i el nombre mitjà de persones que vivien en cada família era de 3,01.
Per edats la població es repartia de la següent manera: un 27,3% tenia menys de 18 anys, un 7,3% entre 18 i 24, un 37,2% entre 25 i 44, un 20,9% de 45 a 60 i un 7,2% 65 anys o més.
L'edat mediana era de 33 anys. Per cada 100 dones de 18 o més anys hi havia 84,1 homes.
La renda mediana per habitatge era de 46.111 $ i la renda mediana per família de 51.042 $. Els homes tenien una renda mediana de 42.266 $ mentre que les dones 31.563 $. La renda per capita de la població era de 22.854 $. Entorn del 10,5% de les famílies i l'11,2% de la població estaven per davall del llindar de pobresa.

## Poblacions més properes
El següent diagrama mostra les poblacions més properes.